# Таблиця Головіна — Сівцева

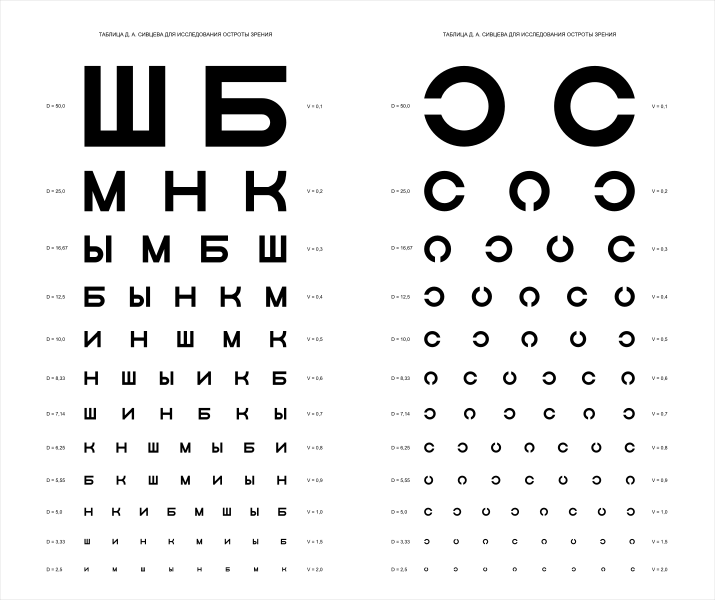
Таблиця Головіна (праворуч) — Сівцева (ліворуч)

Таблиця Головіна — Сівцева (С.С. Головін, 1866—1931, радянський офтальмолог; Д.А. Сівцев, 1875—1940, радянський офтальмолог) — таблиці для визначення гостроти зору, складаються з 12 рядків кириличних літер і кілець Ландольта різного розміру.

## Застосування
Таблиця застосовується для дослідження гостроти зору вдалину. Дослідження проводиться в приміщенні з нормальним освітленням. Таблиця повинна бути освітлена лампою, що дає розсіяне світло, спрямоване на таблицю. Пацієнт, зір якого досліджується, сідає на відстані 5 метрів від таблиці, по черзі дивлячись на таблицю лівим і правим оком, намагається прочитати літери таблиці. Гострота зору визначається по позначенню праворуч від рядка, літери на якій пацієнт розрізняє. Нормальному зору відповідає десятий рядок.